# Уильям I де Перси
Уильям I де Перси (англ. William de Percy (Perci); ум. между 1096 и 1099) — нормандский рыцарь, 1-й феодальный барон Перси (Топклифа), родоначальник английского рода Перси.
После нормандского завоевания Уильям получил владения в Йоркшире, Линкольншире, Эссексе и Хэмпшире. Будучи главным арендатором в Йоркшире, Уильям построил там 4 замка. В 1096 году он отправился в Первый крестовый поход, где и умер.
В картулярии аббатства Уитби Уильям упоминается с прозвищем Альс Жернон (старофр. als gernons, лат. Asgernuns, Ohtlesgernuns) — «с усами». От этого прозвища произошло мужское имя Элджернон, которое носили некоторые представители рода Перси.

## Происхождение
Уильям де Перси происходил из Нормандии. Традиция выводит его происхождение к датчанину по имени Манфред, обосновавшемся в Нормандии во времена Роллона. Существует также генеалогия, которая связывает Уильяма с Манфредом через 4 поколения графов Ко:
|  |  |  |  |  |  | Манфред датчанин, прибыл в Нормандию во времена Роллона     |  |  |  |  |  |  |  |  |  |
|  |  |  |  |  |  |                                                             |  |  |  |  |  |  |  |  |  |
|  |  |  |  |  |  | Жоффруа I Фиц-Манфред крестился в Артуа около 912 года      |  |  |  |  |  |  |  |  |  |
|  |  |  |  |  |  |                                                             |  |  |  |  |  |  |  |  |  |
|  |  |  |  |  |  | Уильям I сеньор де Перси граф де Ко                         |  |  |  |  |  |  |  |  |  |
|  |  |  |  |  |  |                                                             |  |  |  |  |  |  |  |  |  |
|  |  |  |  |  |  | Жоффруа II граф де Ко сеньор де Перси                       |  |  |  |  |  |  |  |  |  |
|  |  |  |  |  |  |                                                             |  |  |  |  |  |  |  |  |  |
|  |  |  |  |  |  | Уильям II граф де Ко и де Пуактье сеньор де Перси           |  |  |  |  |  |  |  |  |  |
|  |  |  |  |  |  |                                                             |  |  |  |  |  |  |  |  |  |
|  |  |  |  |  |  | Жоффруа III граф де Ко и де Пуактье сеньор де Перси         |  |  |  |  |  |  |  |  |  |
|  |  |  |  |  |  |                                                             |  |  |  |  |  |  |  |  |  |
|  |  |  |  |  |  | Уильям I де Перси граф де Ко и сеньор Перси 1-й барон Перси |  |  |  |  |  |  |  |  |  |

Однако реальных свидетельств существования Манфреда нет. Также сомнительно, чтобы Уильям был графом Ко, поскольку он ни в каких современных ему документах не упоминается с графским титулом. Кроме того, знатный граф наверняка бы был упомянут в числе соратников Вильгельма Завоевателя, но Перси среди представителей высшей знати в списке «les grands» (представителей высшей знати, соратников Вильгельма) отсутствует. Скорее, Уильям был мелким рыцарем, может быть, происходившим из младшей линии рода сеньоров Перси. Вероятнее всего, его родовое прозвище «Перси» происходит от названия поселения Перси-ан-Ож (Кальвадос, Нормандия). В XVIII веке во Франции существовал род Перси, представителем которого в 1757 году был Антуан Гийом де Перси, граф де Моншамп, и которые утверждали, что они находятся в родстве с английскими Перси.
Известно, что у Уильяма было минимум три брата.

## Биография
В некоторых документах утверждается, что Уильям де Перси был одним из соратников нормандского герцога Вильгельма Завоевателя и в 1066 году прибыл с ним в Англию. Однако эти документы являются поздними списками. В известных списках соратников Вильгельма Завоевателя, а также в списках участников битвы при Гастингсе имя сеньора Перси не упоминается.
Э. Б. де Фонбланк в «Анналах дома Перси» выдвинул гипотезу, согласно которой Уильям получил земли в Англии ещё во время правления Эдуарда Исповедника, а после его смерти был выгнан королём Гарольдом II. В качестве обоснования исследователь использовал прозвище Уильяма — «als gernons» (с усами), которое могло свидетельствовать о том, что Уильям принял англосаксонскую моду — носить усы, что противоречило нормандским обычаям, однако эти аргументы достаточно слабы.
Согласно «Регистрам аббатства Уитби» Уильям де Перси прибыл в Англию в 1067 году вместе с Гуго д’Авраншем, однако не исключено, что это сообщение было сфабриковано монахами, чтобы обосновать акт, приписанный Уильяму, согласно которому он сделал дарение церкви в Уитби и Фламборо. Маловероятно, что Уильям изначально был соратником Гуго д’Авранша, появившимся с ним в Англии, однако в 1186 году он упоминается в качестве арендатора Гуго в Уитби и Снитоне в Йоркшире.
Уильям участвовал в подавлении восстания графа Нортумбрии Госпатрика в 1069 году, после чего просил короля предоставить ему часть земель. Большую часть владений в итоге получил Гуго д’Авранш, который передал Уильяму земли в Йоркшире. Будучи главным арендатором в Йоркшире, Уильям основал там четыре замка: Споффорт, Снитон, Хакнесс и Топклиф.
Согласно акту, данному монастырю Уитби, Уильям восстановил аббатство Уитби, разрушенное во время восстания, по просьбе монаха Реинфрида, служившего Уильяму в 1069 году в Северной Англии. В 1078 году Ренфрида на посту аббата Уитби сменил Стефан. Согласно его автобиографии, Стефан пожаловался королю на военные действия, которые Уильям де Перси начал против Уитби. Из-за этого, а также из-за проблем с пиратами монахи были вынуждены временно переселиться в Ластингем, который был передан Стефану королём в качестве убежища от Перси. Несмотря на временное перемирие, вражда между Перси и Стефаном, который жил со своими сторонниками в Ластингеме, продолжалась, но вскоре Уильям помирился с Ренфридом, чему способствовал Серлон де Перси, брат Уильяма, который постригся в монахи-бенедиктинцы и стал новым аббатом Уитби. Однако мир с аббатством Уитби не был постоянным. Вскоре Уильям передал Эверли и Стексби, на которые претендовало и аббатство, своему оруженосцу Ральфу де Эверли. Позже Уильям отобрал у аббатства ещё ряд владений. Серлон в 1088 году пожаловался королю Вильгельму II Рыжему, компаньоном которого он был в юности. В ответ король постарался примирить стороны и дал Серлону немного земель в Нортфилде и Хакнесе. Там монахи обитали до завершения ссоры. В итоге Уильям всё же уступил: Ральф де Эверли согласился держать Эверли совместно с аббатством, а Стексби вернул Уильяму, который передал эти земли аббатству.
Согласно «Книге Страшного суда», в 1086 году основные владения Уильяма, который назван бароном Перси, располагались в Йоркшире, где он владел 80-ю манорами стоимостью в 64 фунта. Также он владел и 32 манорами в Линкольншире, а также в других областях — Эссексе и Хэмпшире. Кроме того, он держал ряд земель от епископа Дарема с Скарборо, Йоркшира и Дареме, а также владел собственностью в Йорке и в церкви Святой Марии в Каслгейте.
Уильям засвидетельствовал ряд актов Вильгельма II Рыжего, датированных 1091—1095 годами.
В 1095 году Уильям принял крест, после чего он отправился в 1096 году в Первый крестовый поход. Во время него он и умер до 1099 года. Тело Уильяма было захоронено в Палестине, а сердце его доставили в аббатство Уитби.
Уильям был женат на Эмме де Порт, которая в приданое принесла Хэмблдон (Хэмпшир). Она пережила мужа и была благотворительницей аббатства Уитби, которому передала земли в Кембриджшире, бывшие частью её приданого. От этого брака родилось четверо сыновей, старший из которых, Алан де Перси, и наследовал Уильяму.

## Брак и дети
Жена: Эмма де Порт (ум. после 1107), вероятно дочь Гуго де Порта из Басинга и Оренги. Дети:
- Алан де Перси (ум. ок. 1130/1138), 2-й феодальный барон Топклифа (Перси)
- Уолтер де Перси
- Уильям де Перси
- Ричард де Перси из Дансли